# Plusia major
Plusia major är en fjärilsart som beskrevs av Chou och Lu 1979. Plusia major ingår i släktet Plusia och familjen nattflyn. Inga underarter finns listade i Catalogue of Life.